# Kedungsari (Gebog)
Kedungsari is een bestuurslaag in het regentschap Kudus van de provincie Midden-Java, Indonesië. Kedungsari telt 10.913 inwoners (volkstelling 2010).